# Nakskov
Nakskov is de grootste plaats op het Deense eiland Lolland en het bestuurlijk centrum van de gemeente Lolland. Nakskov telt 12.445 inwoners (2024) en ligt aan de Nakskov Fjord.
In Nakskov, dat in de 13e eeuw stadsrechten verkreeg, bevond zich tussen 1916 en 1986 de scheepswerf Nakskov Skibsværft, die jarenlang de voornaamste werkgever op het eiland was. Aan het maritieme verleden herinnert een scheepvaartmuseum. De stad huisvest nog wel de grootste suikerfabriek van Denemarken: het eiland Lolland produceert veel suikerbieten. Ook aan de suikerproductie is in Nakskov een museum gewijd.
Nakskov is het beginpunt van een uit 1874 daterende spoorlijn naar het eiland Falster, waarop thans door Regionstog een treindienst wordt onderhouden.

## Voormalige gemeente
Nakskov was tot 2006 een zelfstandige gemeente met een oppervlakte van 32,67 km² en 14.749 inwoners, waarvan 7156 mannen en 7593 vrouwen (cijfers 2005). Bij de herindeling van 2007 werd Nakskov samen met Holeby, Højreby, Maribo, Ravnsborg, Rudbjerg en Rødby samengevoegd tot de gemeente Lolland.

## Bezienswaardigheden

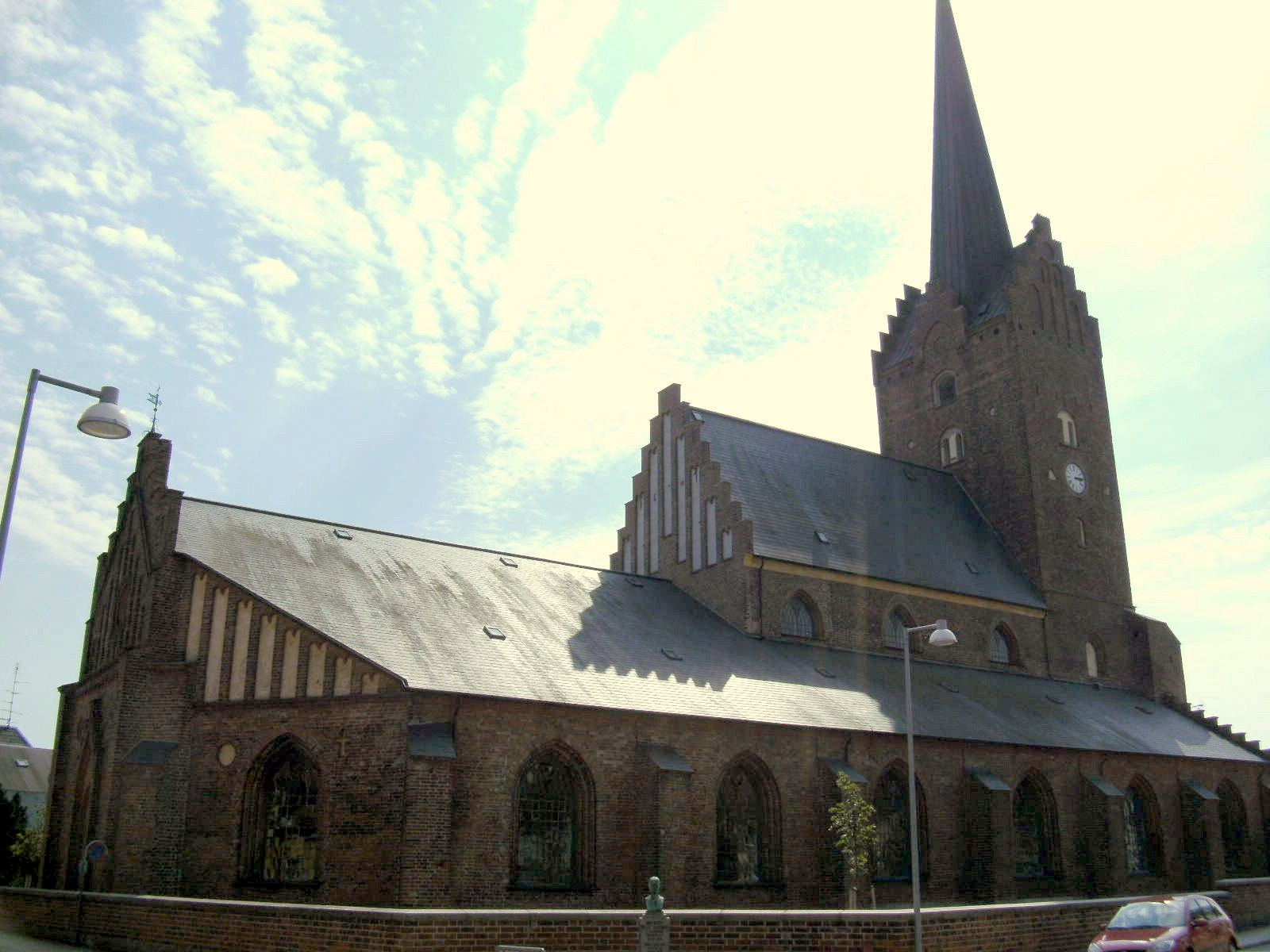
Sint-Nicolaaskerk
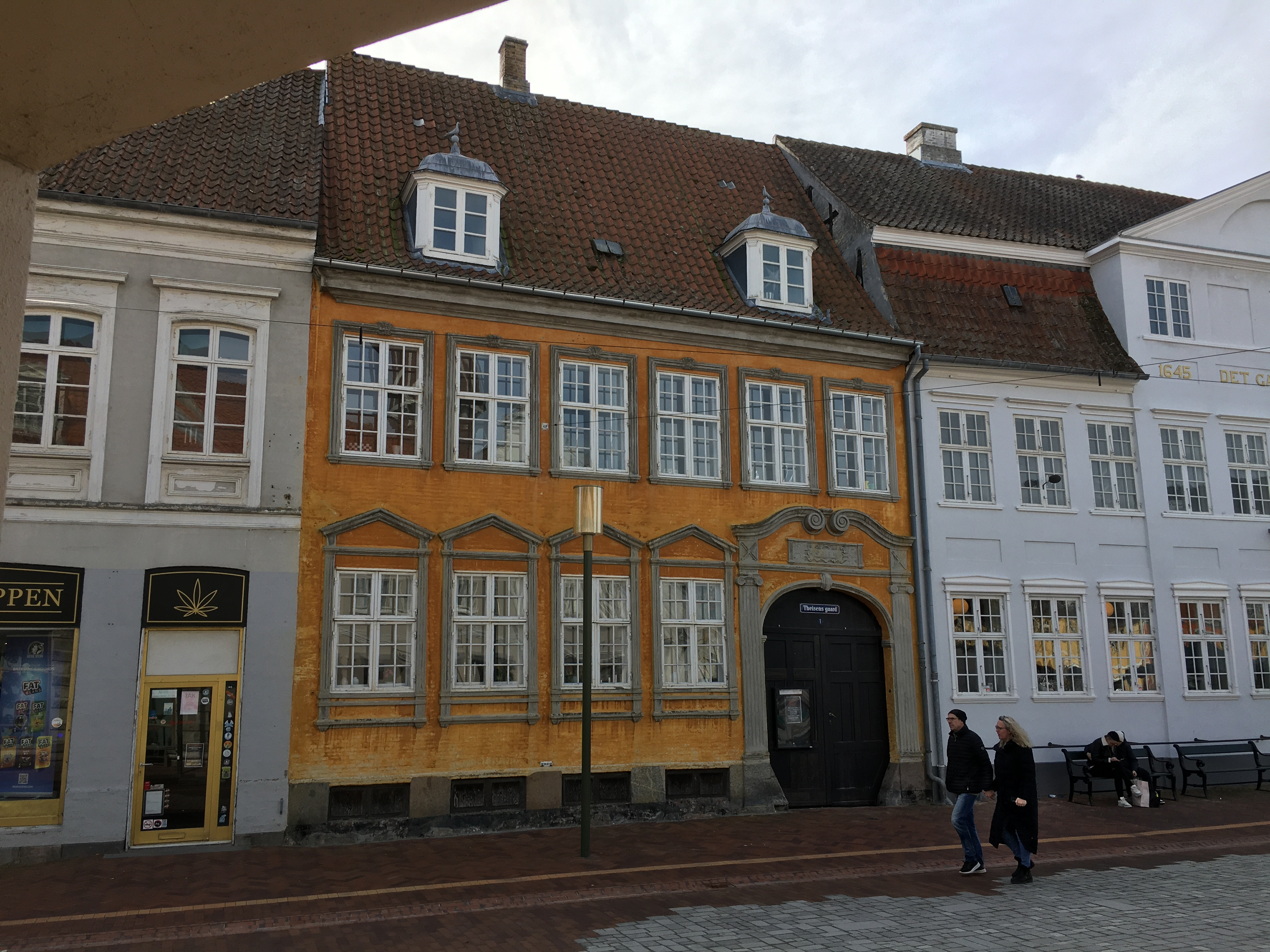
Theisens Gård, een monumentaal stadshuis, gebouwd in 1786
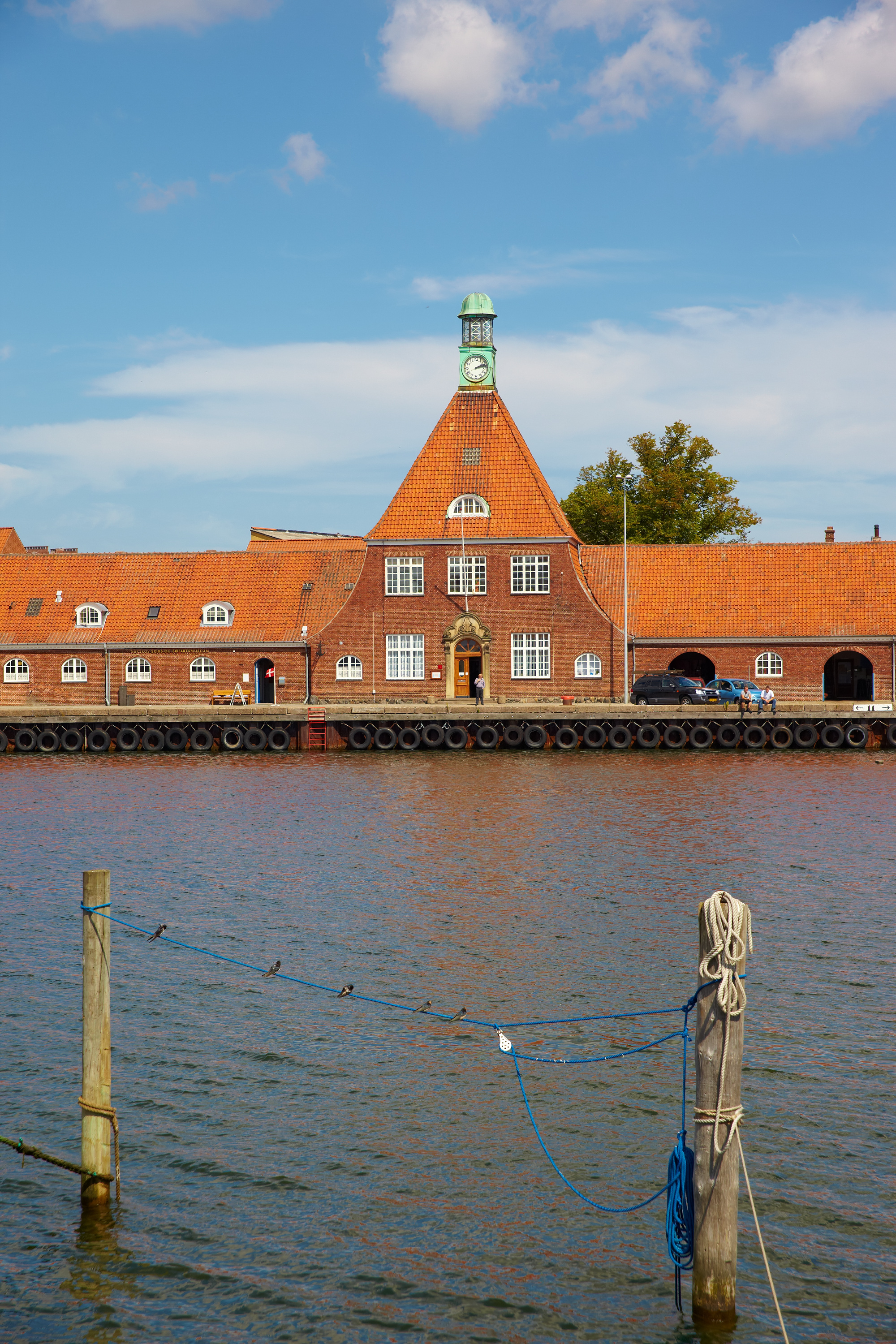
Nakskov Skibs- og Søfartsmuseum (Scheeps- en Zeevaartmuseum)
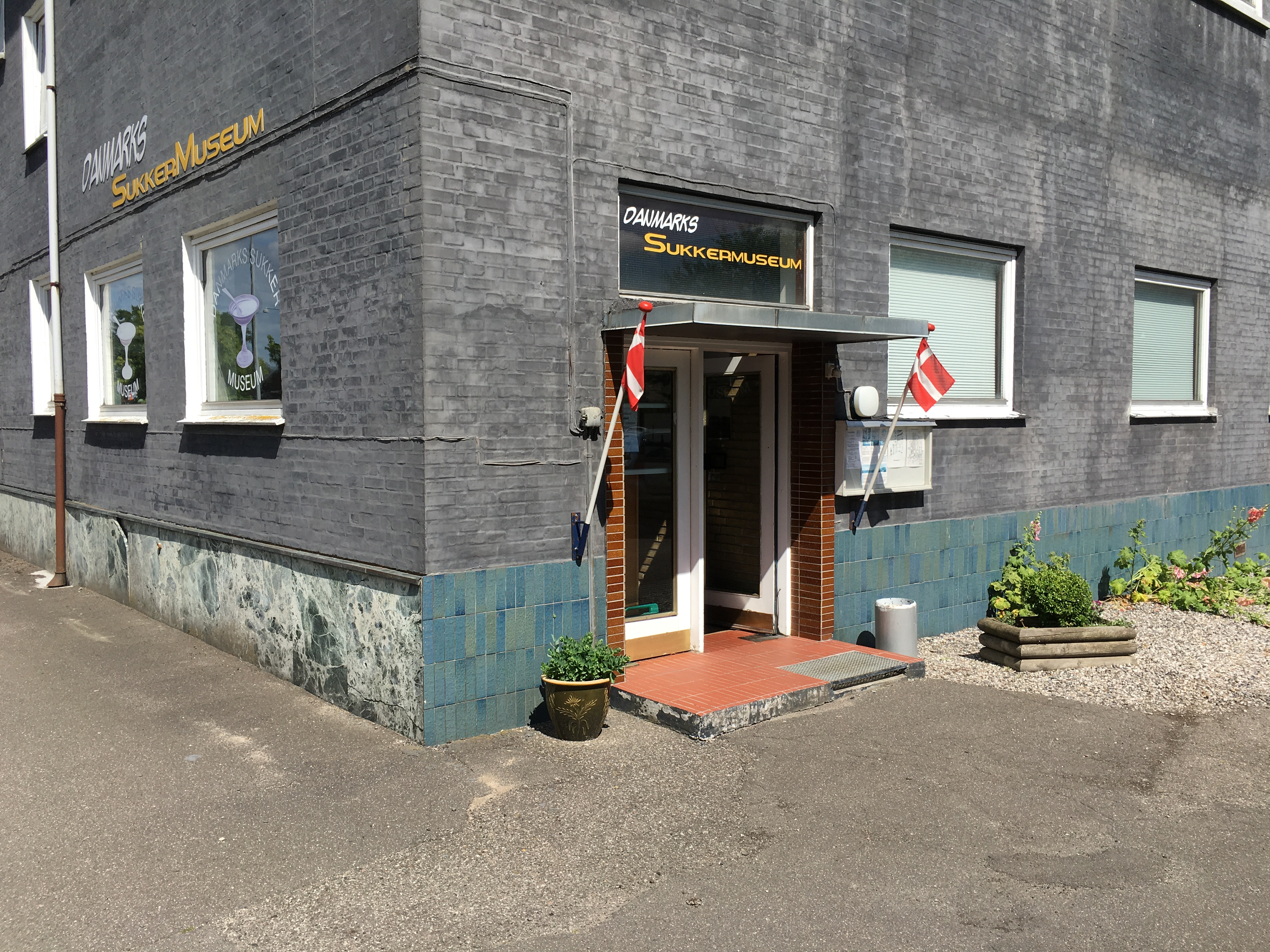
Deens Suikermuseum

- De monumentale, evangelisch-lutherse Sint-Nicolaaskerk dateert van de 15e tot en met de 17e eeuw.
- In de stad staan enige 17e- tot 19e-eeuwse monumentale huizen.
- Te Nakskov staan enige musea, waaronder:
  - het Deens Suikermuseum, dat de historie van de suikerfabriek in de stad belicht; deze is de grootste van geheel Denemarken.
  - het Scheeps- en Zeevaartmuseum, aan de haven, dat o.a. de geschiedenis van de scheepsbouw te Nakskov behandelt.
  - een onderzeeboot, voorheen van de Deense marine, ligt in Nakskov voor anker, en kan bezichtigd worden, want het is een museumschip.

## Geboren
- Hans Niels Andersen (10 september 1852), reder
- Johan Jensen (8 mei 1859 - 5 maart 1925), wiskundige
- August Enna (13 mei 1859), componist
- Helle Helle (1965), schrijfster
- Mette Jacobsen (24 maart 1973), zwemster

- Bibliothèque nationale de France: cb15536562q (data)
- Gemeinsame Normdatei: 4321579-8
- Library of Congress Control Number: n91060032
- Nationale Bibliotheek van Israël: 987007565095405171
- Virtual International Authority File: 132662626
- WorldCat: E39PBJbGXcvrKCm8hbQcFGMMfq